# Longué-Jumelles
Longué-Jumelles est une commune française située dans le département de Maine-et-Loire, en région Pays de la Loire.
La commune est née le 1er janvier 1973 de la fusion-association des deux anciennes communes voisines de Longué et de Jumelles, devenues communes associées.
Partagée entre le Val de Loire et le Baugeois, c'était jusqu'en 2015 la plus grande commune de Maine-et-Loire par la superficie.
Centre administratif et commercial de la région, elle était jusqu'en 2016 le siège de la communauté de communes du canton de Longué-Jumelles.

## Géographie

### Localisation
Au cœur de l'Anjou, ce territoire rural de l'ouest de la France se trouve à 35 km à l'est d'Angers et à 18 km au sud de Baugé, au nord d'une ligne Angers Saumur.
Géographiquement, son territoire se situe dans le Baugeois, dans le parc naturel régional Loire-Anjou-Touraine. Le Baugeois est la partie nord-est du département de Maine-et-Loire, délimité au sud par la vallée de l'Authion et celle de la Loire, et à l'ouest par la vallée de la Sarthe.
D'un point de vue administratif, Longué-Jumelles se trouve dans l'arrondissement de Saumur et dans le périmêtre de la communauté d'agglomération Saumur Val de Loire.

### Communes limitrophes
| Les Bois d'Anjou, Beaufort-en-Anjou           | Baugé-en-Anjou, La Lande-Chasles | Mouliherne               |
|                                               | Longué-Jumelles                  | Saint-Philbert-du-Peuple |
| Saint-Clément-des-Levées, Gennes-Val-de-Loire |                                  | Blou, Vivy               |

### Aux alentours
Hameaux et lieux-dits : Tonnelièvre, le Haut Chemin, l'Humois, Embranchard, Beauregard, la Croix-Fourreau, les Souvenets, la Musse, la Petite Hurtoudrie, la Piotterie, le Breil.
Les communes les plus proches sont Saint-Philbert-du-Peuple (5 km), Blou (6 km), Neuillé (7 km), Vivy (7 km), Saint-Clément-des-Levées (8 km), Saint-Martin-de-la-Place (8 km), Brion (8 km), Chênehutte-Trèves-Cunault (9 km), Les Rosiers-sur-Loire (9 km) et Gennes (10 km).

### Topographie, géologie et relief
Situé sur le Bassin parisien, sa superficie est de plus de 96 km2 (9 620 hectares), ce qui en faisait la commune ayant la plus grande superficie du département. Elle a perdu ce titre à la fin de 2015 à la suite de la création de plusieurs communes nouvelles, la plus grande étant Chemillé-en-Anjou.
Son altitude varie de 20 à 78 mètres, pour une altitude moyenne de 49 mètres.

### Protections dans la commune
Outre des protections sur des bâtiments (monuments historiques et inventaires), la commune de Longué-Jumelles figure à l'inscription des :
- inventaires des zones naturelles d'intérêt écologique, floristique et faunistique (ZNIEFF) de type 1 pour les zones du moulin de la rivière, de l'étang des Hayes, de la partie nord de la forêt de Monnaie, des sablières de la Croix-Fourreau ;
- zones naturelles d'intérêt écologique, floristique et faunistique de type 2 pour les zones de la forêt de Monnaie, les prairies des Montils et les bois des Monteaux ;
- eaux et milieux aquatiques (schémas d'aménagement et de gestion des eaux de l'Authion) ;
- parcs naturels régionaux, parc naturel régional Loire Anjou Touraine[2].

### Hydrographie
On trouve de nombreux cours d'eau dans la commune de Longué-Jumelles. La rivière du Lathan, qui la traverse d'Est en Ouest, s'y réunit avec l'Authion, qui délimite la partie Sud de son territoire et s'y divise en plusieurs bras.
On trouve dans la commune une multitude de canaux de la rivière le Lathan, dont le Racinai, le ruisseau du Gué de Terry, la Fontaine Suzon, l'Authionceau. On y trouve également un étang, alimenté par le ruisseau de la Filière.

### Climat
Son climat est tempéré, de type océanique. Le climat angevin est particulièrement doux, compte tenu de sa situation entre les influences océaniques et continentales. Généralement les hivers sont pluvieux, les gelées rares et les étés ensoleillés.
Pour des articles plus généraux, voir Climat des Pays de la Loire et Climat de Maine-et-Loire.
En 2010, le climat de la commune est de type climat océanique dégradé des plaines du Centre et du Nord, selon une étude du CNRS s'appuyant sur une série de données couvrant la période 1971-2000. En 2020, Météo-France publie une typologie des climats de la France métropolitaine dans laquelle la commune est exposée à un climat océanique et est dans la région climatique Moyenne vallée de la Loire, caractérisée par une bonne insolation (1 850 h/an) et un été peu pluvieux.
Pour la période 1971-2000, la température annuelle moyenne est de 11,7 °C, avec une amplitude thermique annuelle de 14,8 °C. Le cumul annuel moyen de précipitations est de 627 mm, avec 11 jours de précipitations en janvier et 6 jours en juillet. Pour la période 1991-2020, la température moyenne annuelle observée sur la station météorologique de Météo-France la plus proche, « La Menitré », dans la commune de La Ménitré à 12 km à vol d'oiseau, est de 12,8 °C et le cumul annuel moyen de précipitations est de 668,8 mm,. Pour l'avenir, les paramètres climatiques de la commune estimés pour 2050 selon différents scénarios d'émission de gaz à effet de serre sont consultables sur un site dédié publié par Météo-France en novembre 2022.

## Urbanisme

### Typologie
Au 1er janvier 2024, Longué-Jumelles est catégorisée bourg rural, selon la nouvelle grille communale de densité à sept niveaux définie par l'Insee en 2022.
Elle appartient à l'unité urbaine de Longué-Jumelles, une agglomération intra-départementale regroupant deux  communes, dont elle est ville-centre,,. Par ailleurs la commune fait partie de l'aire d'attraction de Longué-Jumelles, dont elle est la commune-centre,. Cette aire, qui regroupe 2 communes, est catégorisée dans les aires de moins de 50 000 habitants,.

### Morphologie urbaine
La commune s'inscrit dans un territoire essentiellement rural.
En 2008, les résidences principales construites avant 2006, dataient pour 39 % d'avant 1949, 24 % entre 1949 et 1974, 22 % entre 1975 et 1989 et 15 % entre 1990 et 2005.
En 2009, le nombre total de logements dans la commune était de 3 219 (pour 3 160 en 2008),. Parmi ces logements, 90 % étaient des résidences principales, 2 % des résidences secondaires et 7 % des logements vacants. Ces logements étaient pour une part de 89 % des maisons et de 9 % des appartements. Toujours sur l'ensemble des logements de la commune, 3 % étaient des studios, 7 % des logements de deux pièces, 19 % de trois pièces, 26 % de quatre pièces, et 45 % des logements de cinq pièces ou plus.

Le nombre de ménages propriétaires de leur logements était de 58 %, proportion inférieure à la moyenne départementale (60 %), et le nombre de ménages locataires était de 40 %. On peut également noter que 1 % des logements étaient occupés gratuitement.

L'ancienneté d'emménagement dans la résidence principale, rapporté au nombre de ménages, était de 11 % depuis moins de deux ans, 17 % entre deux et quatre ans, 17 % entre cinq et neuf ans, et 55 % de dix ans et plus.
En 2013 on trouvait 3 319 logements dans la commune de Longué-Jumelles, dont 89 % étaient des résidences principales, pour une moyenne dans le département de 90 %, et dont 58 % des ménages en étaient propriétaires.

### Occupation des sols
L'occupation des sols de la commune, telle qu'elle ressort de la base de données européenne d’occupation biophysique des sols Corine Land Cover (CLC), est marquée par l'importance des territoires agricoles (71,4 % en 2018), en diminution par rapport à 1990 (72,9 %). La répartition détaillée en 2018 est la suivante :
zones agricoles hétérogènes (28,8 %), terres arables (25,5 %), forêts (19,3 %), prairies (16,7 %), zones urbanisées (3,6 %), milieux à végétation arbustive et/ou herbacée (2,8 %), zones industrielles ou commerciales et réseaux de communication (2 %), eaux continentales (0,9 %), cultures permanentes (0,3 %). L'évolution de l’occupation des sols de la commune et de ses infrastructures peut être observée sur les différentes représentations cartographiques du territoire : la carte de Cassini (XVIIIe siècle), la carte d'état-major (1820-1866) et les cartes ou photos aériennes de l'Institut national de l'information géographique et forestière (IGN) pour la période après 1950.

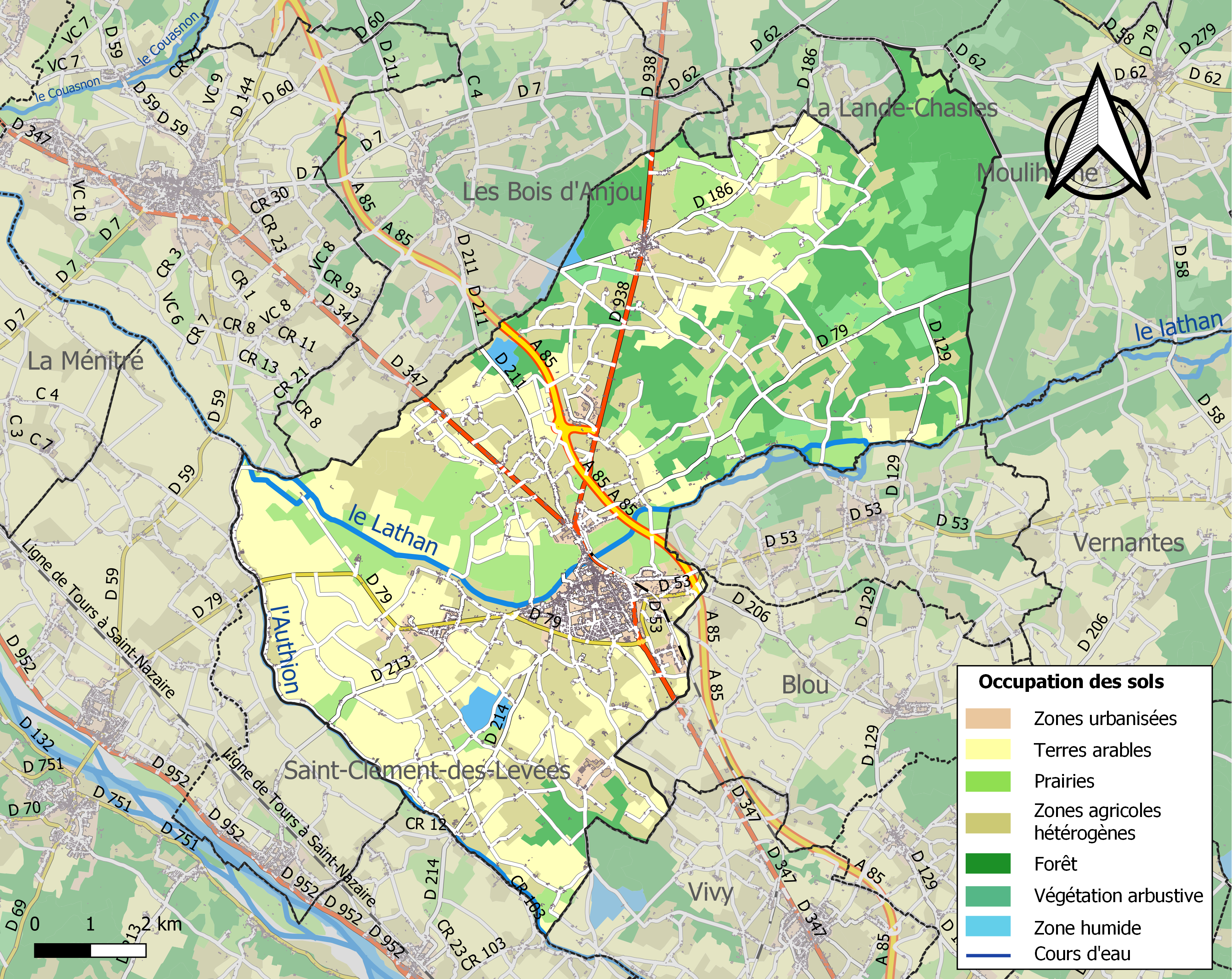
Carte des infrastructures et de l'occupation des sols de la commune en 2018 (CLC).

### Voies de communication et transports
Résultat de la fusion de 1973, la commune est vaste et se situe au carrefour des routes de Baugé, Saumur et Angers. Le bourg de Jumelles est à plus de 6 km au nord de Longué qui est traversé d'ouest en est par la D 347 (Beaufort-en-Vallée - Saumur) et la A85 (Angers - Tours).
La commune est desservie par une ligne d’autobus du réseau interurbain de Maine-et-Loire Anjoubus, la ligne 15 (Beaufort-Saumur) qui passe par Brion, Longué et Vivy. La ligne 4 (Angers-Saumur) est accessible aux Rosiers.
La gare ferroviaire la plus proche se situe aux Rosiers-sur-Loire.

## Toponymie et héraldique
Le 1er janvier 1973 Jumelles est rattachée à Longué (fusion association) qui devient Longué-Jumelles.

### Toponymie de Longué
Formes anciennes du nom de Longué : Vicus qui vocatur Thanaicus en 1055, In longo Vado en 1106, Ecclesia Sancte Marie de Tanais en 1130, Versus Longue en 1150, Prior de Longue en 1157, Ballia de Longueyo en 1210, Feodum de Longue en 1236, Parochia de Languo Vado en 1238, Villa de Lungueyo en 1270, Lont Gué en Vallée en 1296, Longué en 1793 et 1801, avant de devenir Longué-Jumelles en 1973.
Son étymologie viendrait de gué, du latin vadum, le bourg primitif s'étant formé à proximité du gué qui permettait de traverser le Lathan.

### Toponymie de Jumelles
Formes anciennes du nom de Jumelles : Presbiter de Jumellas en 1081, Ecclesia de Jumellis en 1145, Stagnum de Jumellis en 1152, Apund burgum qui dicitur Jumezlas en 1158, Jumelles en 1793, Jumelle en 1801.
Son étymologie viendrait du latin gamelles (jumeau), qui désignait à l'origine deux éléments identiques du paysage.

### Gentilé
Nom des habitants : les Longuéens-Jumellois (Longuéens pour Longué et Jumellois pour Jumelles).

### Héraldique
| Longué-Jumelles | Héraldique : parti, au premier d'argent à la bande fuselée de gueules, au chef d'azur chargé de trois fleurs de lys d'or, au second d'argent à trois lionceaux de sable. |

## Histoire

### Préhistoire
Une présence préhistorique est attestée sur le territoire de la commune de Longué. On y a trouvé un biface, douze haches de pierre et des silex.

### Antiquité
Outre des vestiges de voies romaines, y ont été également trouvées une médaille gauloise et des monnaies gallo-romaines. À cette époque, le Long gué est un passage à travers le Lathan et ses bras secondaires.

### Moyen Âge
Le Vieux-Bourg de Longué est mentionné au XIe siècle, avec la présence d'un prieuré dépendant de l'Abbaye de Louroux, d'une léproserie et d'une aumônerie.
Le site ancien du Vieux-Bourg correspond à la chapelle Notre-Dame de Thenais, ou église du Prieuré, détruite en 1860. Ce Vieux-Bourg de Longué-en-Vallée semble avoir eu pour maître le sénéchal Guillaume des Roches, et donnera en tout cas la seigneurie d'Avoir (avec le château, berceau de la famille angevine d'Avoir qui eut aussi Château-Fromont en Bretagne, et à laquelle appartenaient : Isabeau d'Avoir, abbesse de Fontevraud en 1276-1284 ; Pierre d'Avoir, † 1390, sénéchal d'Anjou pour le duc Louis vers 1371-1378, fils d'Hardouin Ier d'Avoir et frère d'Anne d'Avoir, la mère de Jean IV de Bueil au XIVe siècle). Aimery d'Avoir, cité dès 1227 et 1248, voyagea en Terre sainte en 1268,.
L'héritière Louise d'Avoir transmit le fief en 1350 à son mari Jean de Maulévrier, et leur petite-fille Marie de Maulévrier — fille de leur fils Renaud VI de Maulévrier (vers 1340-vers 1400) — à son époux le maréchal Jacques de Montberon (vers 1350-1422), épousé vers 1386/1388, d'où Jacques II et François Ier de Montbron († 1470). Les Montb(e)ron, issus de Guichard de Montberon, un fils cadet de François Ier de Montbron, furent barons d'Avoir et de Champeaux (à Longué, aussi sur la rive gauche (sud) du Lathan, un peu au nord de l'Authion), par ailleurs princes barons de Mortagne, jusqu'à Hector de Montbron qui dut se séparer de sa terre d'Avoir, d'abord en 1581 au profit de Pierre Tournemine, puis en 1592 d'Anne de Matignon, fille de Jacques Ier de La Roche-Goyon de Matignon et de son mari Olivier de Maridor, sire des Vaux-en-Belin et de la Freslonnière :
- Anne et Olivier furent les parents de la fameuse Françoise de Maridor,la Dame de Monsoreau (née vers 1558-† le 24 septembre 1620 au château d'Avoir), femme de Charles de Chambes, comte de Montsoreau (1549-1621). La baronnie d'Avoir passa à leur fils aîné René (né vers 1585/1587-† en 1649 banni en Angleterre ; dit le marquis d'Avoir), puis à leur fille Suzanne et à leur fils cadet Charles de Chambes. Elisabeth de Chambes, une des enfants de ce deuxième Charles de Chambes, l'apporta à son mari Pierre de La Ville de Férolles (frère aîné de Pierre-Eléonor)[43], épousé en novembre 1659 : Parents de Louis, baron d'Avoir, officier de Marine, et d'Urbaine de La Ville de Férolles, mariée à Charles de Clermont-Tonnerre, fils de Gabriel et petit-fils de Jacques de Clermont, comte de Thoury, et de Gabrielle de Glisy.
- Le 27 juin 1686, la terre d'Avoir fut attribuée par décret judiciaire à Marie Damont/Damond[44], par acquisition dame d'Étiau et châtelaine de Longué depuis le 14 août 1669 (Étiau à Jumelles et St-Philbert, voir plus bas ; à distinguer d'Étiau à Coutures et à Joué) et dame du Rivau depuis le 3 juin 1693, veuve de Charles Croizet/Croiset, contrôleur de la Grande Chancellerie. Marie Damond est titrée marquise de Longué en Jarzé et Corzé, d'Avoir et d'Estiau(x), marquisat qu'elle transmet en janvier 1697, ou en 1702, à son fils Louis-Alexandre Ier Croizet (1645-1728), président au Parlement. Mais le 2 juillet 1767, le marquis Louis-Alexandre III Croizet d'Etiau (né en 1720 ; fils de Louis-Alexandre II, 1693-1719), ruiné, doit vendre à Jacques Sheridan, père de Jeanne/Jane Sheridan d'Etiau (1758-1798) qui épouse 1° 1778 Louis-Marie-René de Langle de Beaumanoir, et 2° 1780 Charles-Henri-François de Maillé de la Tour-Landry : Postérité des deux unions, dont Adélaïde de Maillé de La Tour-Landry (1787-1873), qui marie en 1805 Jean-Louis-Gustave de Hautefort de Vaudre et qui possède les domaines d'Avoir, d'Étiau et de Poligny au XIXe siècle.

Alors que la ville, toujours sur la rive gauche (sud) du Lathan, correspond à l'ancien château de Longué (donc à la châtellenie) et aux halles (site de l'actuelle mairie). La châtellenie de Longué relève avant tout du comte d'Anjou. En 1200, Jean sans Terre la concède à Rorgeon de Sacé, en 1204 Philippe-Auguste l'attribue à Roger de Mazé puis à Baudouin des Roches, et en 1215 à Geoffroi des Roches (des parents du sénéchal Guillaume, issus de la branche aînée des Des Roches pense-t-on, branche qui avait aussi la seigneurie de Jarzé ; le sénéchal Guillaume, d'une branche cadette, a dû posséder Avoir, en tout cas une seigneurie sur Longué, plus les seigneuries de Brion et Mouliherne, comme on l'a vu plus haut ; pour l'historien de Longué Florent-Eugène Cornilleau, la branche aînée des Des Roches avait la châtellenie dès avant Philippe Auguste. Un château aurait été reconstruit au XIIIe siècle sur le territoire de Longué et aurait été ruiné à la fin du XVIIe siècle. À partir de la famille des Roches, aux XIIIe et XIVe siècles, puis des Sainte-Maure au XVe siècle, la châtellenie de Longué appartint longtemps aux sires de Jarzé, du Plessis-le-Vent et de Corzé, d'où le nom de Longué en Jarzé, parfois en Corzé, qu'elle prit même quand elle fut détenue par les sires d'Etiau et non plus les seigneurs de Jarzé.
- Les Sainte-Maure héritèrent en effet de la famille des Roches (Jean Ier de Ste-Maure, † 1425, sire de Montgaugier et de Nesle, épouse Jeanne des Roches de Beaupréau, dame de La Faigne et de La Haye-Jouslain/La Haie-Joulain), mais Charles de Ste-Maure-Montgauger, 1er comte de Nesle en 1466, fils de Jean II, petit-fils de Jean Ier de Ste-Maure et Jeanne des Roches, vendit en 1461/1462 et 1473 à Jean Bourré[36] la seigneurie de Jarzé et les droits afférents, dont la châtellenie de Longué et le Plessis-le-Vent. Puis en 1521 et 1528 le sire d'Étiau, Jehan Bernard, prend à ferme la châtellenie de Longué, puis en devient l'acquéreur le 8 mars 1530 sur Charles Bourré. Les seigneurs d'Etiau sont désormais châtelains de Longué : les Bernard puis les d'Estampes de Valençay : car Jacques Ier d'Estampes (1518-1574) épouse Jeanne Bernard, fille de Jehan ; les Liquet et Ruzé, à partir du 1er juillet 1650 par acquisition de René Liquet sur la veuve d'Estampes (est-ce Catherine d’Elbene, veuve de Jean d’Estampes-Valençay, né en 1600 et tué en 1629 au siège de Privas ?), puis la fille de René, Gabrielle Liquet, portant Etiau à son mari Henri de Ruzé, sur qui ses créanciers obtiennent la vente judiciaire le 14 août 1669 au profit de Marie Damont/Damond veuve Croiset, comme on l'a vu ; enfin les Croizet puis les Sheridan, vus plus haut en tant que barons d'Avoir.

Il faut donc distinguer la châtellenie (le châtelain n'est que le dépositaire du château de Longué, l'homme de confiance du seigneur qui reste le comte puis le duc d'Anjou, ou le roi ; à cet égard, la châtellenie dépend de la ville comtale de Baugé) des seigneuries de pleine possession, qui étaient notamment : Avoir, vue plus haut ; les Montils, sur la Curée — petit affluent de la rive droite de l'Authion, au nord du Lathan — fief des abbesses de Fontevraud ; Athée, au nord du Lathan, appartint aux du Bellay.
Bien au nord du Lathan, à l'est de Beaufort et au sud de Baugé, la paroisse de Jumelles est quant à elle issue d'un prieuré-cure dépendant de l'abbaye Toussaint d'Angers et fait partie de la seigneurie des Haies/des Hayes, à Brion (à la veille de la Révolution, Charles-Louis-Hector, marquis d’Harcourt d'Olonde (1743-1820), marié en 1767 avec Anne-Louise-Catherine d'Harcourt de Beuvron (1750 -1823), est châtelain du Plessis-au-Jau (à Mazé) et baron seigneur de Fontaine-Guérin, du Vieil-Baugé, de Brion, des Hayes, etc. puis son gendre Eugène de Montesquiou-Fezensac (1782-1810) assure la succession du domaine des Hayes). Le domaine comtal de Baugé a des possessions en Jumelles. Au nord-est de Longué, sur le Lathan, s'amorce la seigneurie d'Étiau dont le château est sis à Saint-Philbert et dont la portion du Vieil-Éthiau est en Jumelles.

### Ancien Régime
À la fin du XVIIIe siècle (royaume de France), Longué relève du diocèse d'Angers, du grenier à sel de Saumur, du gouvernement du Saumurois et de l'élection d'Angers.
Jumelles relève du diocèse d'Angers et de l'élection d'Angers.

### Époque contemporaine
À la réorganisation administrative qui suit la Révolution, en 1790, Longué est chef-lieu de canton du Maine-et-Loire et intégrée au district de Baugé, puis en 1800 à l'arrondissement de Baugé et en 1926 à l'arrondissement de Saumur.
Jumelles est intégrée au canton de Longué du Maine-et-Loire et au district de Baugé, puis en 1800 à l'arrondissement de Baugé et en 1926 à l'arrondissement de Saumur.
Une ligne ferroviaire est mise en service en 1874 entre Vivy et Longué (ligne de La Flèche à Vivy). Au XXIe siècle, la gare de Longué n'est plus qu'un vestige et la voie n'est plus utilisée qu'entre Vivy et la coopérative céréalière de Longué-Jumelles pour le transport de céréales.
En 1923, la forge Périgois-Frémont frappe une série de monnaies de nécessité. Charles Périgois est le maire de Jumelles de 1935 à 1959. En 1944, Marcel Derouin, forgeron et gendre de Charles Périgois, frappe des médailles en l'honneur de Pierre Bourdan.
Les communes de Longué et de Jumelles fusionnent en 1973, en utilisant le statut de commune associée conformément à loi du 16 juillet 1971.

### Ancienne commune de Longué
Formes anciennes du nom : voir Toponymie.
Municipalité en 1790, chef-lieu de canton, Longué-Jumelles en 1973. Arrondissement de Baugé, puis de Saumur en 1926.
4 805 habitants en 1968, appelés les Longuéens.

### Ancienne commune de Jumelles
Formes anciennes du nom : voir Toponymie.
Municipalité en 1790, canton de Longué, Longué-Jumelles en 1973. Arrondissement de Baugé, puis de Saumur en 1926.
1 131 habitants en 1968, appelés les Jumellois.

## Politique et administration

### Administration municipale
Les communes de Longué et de Jumelles sont créées à la Révolution et deviennent Longué-Jumelles en 1973, à la suite de la fusion de ces deux communes,. Le conseil municipal est composé de 29 élus.
| Période                                  | Période                   | Identité                         | Étiquette            | Qualité |
| ---------------------------------------- | ------------------------- | -------------------------------- | -------------------- | --- |
| 1790                                     | 1791                      | Buron                            |                      | Ancien syndic |
| 1791                                     | 1805                      | Claude-Alexandre Gallais         |                      | |
| 1806                                     | 1813                      | Yves Godron                      |                      | |
| 1813                                     | 1815                      | Joseph Tortereux de Sazilly      |                      | |
| 1815                                     | 1816                      | Quillet fils                     |                      | |
| 1816                                     | 1816                      | J. de Sazilly                    |                      | |
| 1816                                     | 1827                      | E.-A. de Boylesve                |                      | |
| 1827                                     | 1842                      | François-Vincent Poupard-Jestrie |                      | |
| 1842                                     | 1848                      | Jean-François Locheteau          |                      | |
| 1848                                     | 1852                      | François-Silas Poupard-Jestrié   |                      | |
| 1852                                     | 1860                      | Godron                           |                      | |
| 1860                                     | 1870                      | Ch.-Désiré Guinebert             |                      | |
| 1870                                     | 1871                      | Assier                           |                      | Maire provisoire |
| 1871                                     | 1884                      | de Maillé                        |                      | |
| 1884                                     | 1888                      | Eugène Denet                     |                      | |
| 1888                                     | 1900                      | Charles de Maillé                |                      | |
| mai 1900                                 | 1908                      | Victor Cailleau                  |                      | Notaire Conseiller général de Longué (1901 → 1910) |
| 1908                                     | 1912                      | Paul Rivain                      |                      | |
| mai 1912                                 | mai 1925                  | Ernest Davoine                   |                      | |
| mai 1925                                 | octobre 1947              | Édouard Tardif                   | Rad.                 | Médecin Conseiller général de Longué (1910 → 1940) |
| octobre 1947                             | mai 1953                  | Raphaël Despeignes               | Rad.                 | Ancien conseiller d'arrondissement |
| mai 1953                                 | mars 1971                 | Philippe Rivain                  | UNR puis UDR         | Haut fonctionnaire Député de Maine-et-Loire (3e circ.) (1958 → 1971) |
| mars 1971                                | décembre 1972             | Robert Châtel                    | SE (Act. loc.)       | Maire de Longué, vétérinaire |
|                                          |                           |                                  |                      | |
| janvier 1973                             | mars 1977                 | Robert Châtel                    | SE (Act. loc.)       | Maire de Longué-Jumelles, vétérinaire |
| mars 1977                                | mars 2008                 | Edmond Alphandéry                | UDF-CDS puis UMP     | Docteur en économie, professeur agrégé d'université Ministre de l'Économie (1993 → 1995) Député de Maine-et-Loire (1978 → 1993) Conseiller général de Longué-Jumelles (1976 → 2008) Président de la CC Loire Longué (2001 → 2008) Vice-président du Syndicat mixte du Pays Baugeois |
| mars 2008                                | En cours (au 23 mai 2020) | Frédéric Mortier,                | DVD puis DLF puis LR | Professeur d'économie Président de la CC Loire Longué (2008 → 2016) Vice-président de la CA Saumur Val de Loire (2020 → ) |
| Les données manquantes sont à compléter. |                           |                                  |                      | |

| Période                                  | Période          | Identité                                   | Étiquette | Qualité     |
| ---------------------------------------- | ---------------- | ------------------------------------------ | --------- | ----------- |
| 1793                                     | an VIII          | René Riché                                 |           |             |
| an VIII                                  | 1806             | Et. Sourdeau                               |           |             |
| 1806                                     | 1807             | Chaillou                                   |           |             |
| 1807                                     | 1808             | Delaunay                                   |           |             |
| 1808                                     | 1816             | Et. Sourdeau                               |           |             |
| 1816                                     | 1817             | Mauxion                                    |           |             |
| 1817                                     | 1824             | Michel Trigueneau                          |           |             |
| 1824                                     | 1830 (démission) | Jean Bousselin                             |           |             |
| 1832                                     | 1837             | Adrien Girard                              |           |             |
| 1837                                     | 1841             | Étienne Sourdeau                           |           |             |
| 1841                                     | 1843             | Mathurin Delalande                         |           |             |
| 1843                                     | 1848             | Jean Redcen                                |           |             |
| 1848                                     | 1852             | Alexis Chalopin                            |           |             |
| 1852                                     | 1881             | Eugène de Montesqiou                       |           |             |
| 1881                                     | 1896             | Cousin-Démion                              |           |             |
| 1896                                     | 1900             | François Cousin                            |           |             |
| 1900                                     | 1919             | Joseph de Montesquiou-Fezensac (1875-1939) |           |             |
| 1919                                     | mai 1935         | Pierre Guyon                               |           |             |
| mai 1935                                 | mars 1959        | Charles Périgois                           |           | Mécanicien  |
| mars 1959                                | mars 1971        | André Crossonneau                          |           |             |
| mars 1971                                | décembre 1972    | Raymond Launay                             |           | Cultivateur |
| Les données manquantes sont à compléter. |                  |                                            |           |             |

### Tendances politiques et résultats

#### Élection présidentielle de 2020, résultats du deuxième tour
Élection présidentielle de 2022 : 51,61% pour Marine le Pen (RN), 48,39% pour Emmanuel Macron (RE), 73,89% de participation.

#### Élection législative de 2020, résultats du deuxième tour
Élection législative de 2024 : 50,24% pour Anne-Laure Blin (LR), 49,76% pour Édouard Bourgeault (RN), 63,67% de participation.

### Comptes de la commune
| Chiffres clés                                                 | En milliers d'Euros | En euros par habitant | Chiffres 2000 |
| ------------------------------------------------------------- | ------------------- | --------------------- | ------------- |
| Total des produits de fonctionnement (A)                      | 6 216               | 886                   | 4 317         |
| Total des charges de fonctionnement (B)                       | 5 205               | 742                   | 3 311         |
| Résultat comptable (R=A-B)                                    | 1 012               | 144                   | 1 006         |
| Total des ressources d'investissement (C)                     | 3 060               | 436                   | 2 233         |
| Total des emplois d'investissement (D)                        | 2 462               | 351                   | 1 885         |
| Besoin ou capacité de financement des investissements (E=D-C) | -597                | -85                   | -292          |
| Encours de la dette au 31/12                                  | 6 858               | 977                   | 5 675         |
| Annuité de la dette                                           | 763                 | 109                   | 958           |

| Fiscalité locale                    | Taux    |
| ----------------------------------- | ------- |
| Taxe d'habitation (y compris THLV)  | 9,95 %  |
| Foncier bâti                        | 17,03 % |
| Foncier non bâti                    | 33,38 % |
| Cotisation foncière des entreprises | 0,00 %  |

### Intercommunalité
La commune est membre de la communauté d'agglomération Saumur Val de Loire.
Jusqu'en 2016 la commune est siège de la communauté de communes Loire-Longué, structure intercommunale regroupant onze communes (dont Blou, Longué-Jumelles, Les Rosiers-sur-Loire, Saint-Clément-des-Levées, Saint-Martin-de-la-Place et Saint-Philbert-du-Peuple), elle-même membre du syndicat mixte au syndicat mixte Pays des Vallées d'Anjou jusqu'en 2013, puis du syndicat mixte Grand Saumurois.

### Autres groupements
La commune est également membre de plusieurs autres groupements, comme le syndicat intercommunal touristique du val de Loire (SITVAL) ou le SMICTOM de la vallée de l'Authion (collecte des ordures ménagères).

### Autres circonscriptions
La commune de Longué-Jumelles fait partie du canton de Longué-Jumelles et de l'arrondissement de Saumur.
Jusqu'en 2014 ce canton comprend huit communes, dont Blou, Longué-Jumelles et Saint-Philbert-du-Peuple. Il comptait 13 511 habitants en 2009. Dans le cadre de la réforme territoriale, un nouveau découpage territorial pour le département de Maine-et-Loire est défini par le décret du 26 février 2014. Le canton passe alors de huit à dix-huit communes, Longué-Jumelles en restant le chef-lieu (bureau distributeur), avec une entrée en vigueur au renouvellement des assemblées départementales de 2015.
Longué-Jumelles fait partie de la troisième circonscription de Maine-et-Loire, composée de huit cantons dont Baugé et Saumur-Nord. Cette circonscription de Maine-et-Loire est l'une des sept circonscriptions législatives que compte le département.

### Instances judiciaires
Il n'y a pas d'administration judiciaire à Longué-Jumelles.
Le tribunal d'instance et le conseil de prud'hommes se situent à Saumur, le tribunal de grande instance, la cour d'appel, le tribunal pour enfants et le tribunal de commerce, se situent à Angers, tandis que le tribunal administratif et la cour administrative d'appel se situent à Nantes.

### Jumelage et partenariat
La ville de Longué-Jumelles est jumelée avec :
- Sinsheim (Allemagne) depuis 1976[68] ;
- Calverton (en) (Angleterre) depuis 1974.

Le jumelage est une relation établie entre deux villes de pays différents qui se concrétise par des échanges socio-culturels.

## Population et société

### Démographie

#### Évolution démographique
L'évolution du nombre d'habitants est connue à travers les recensements de la population effectués dans la commune depuis 1793. Pour les communes de moins de 10 000 habitants, une enquête de recensement portant sur toute la population est réalisée tous les cinq ans, les populations de référence des années intermédiaires étant quant à elles estimées par interpolation ou extrapolation. Pour la commune, le premier recensement exhaustif entrant dans le cadre du nouveau dispositif a été réalisé en 2006.
En 2022, la commune comptait 6 583 habitants, en évolution de −3,38 % par rapport à 2016 (Maine-et-Loire : +2,12 %, France hors Mayotte : +2,11 %).
| 1793  | 1800  | 1806  | 1821  | 1831  | 1836  | 1841  | 1846  | 1851  |
| ----- | ----- | ----- | ----- | ----- | ----- | ----- | ----- | ----- |
| 3 089 | 3 573 | 3 804 | 4 103 | 4 491 | 4 377 | 4 287 | 4 177 | 4 113 |

| 1856  | 1861  | 1866  | 1872  | 1876  | 1881  | 1886  | 1891  | 1896  |
| ----- | ----- | ----- | ----- | ----- | ----- | ----- | ----- | ----- |
| 4 267 | 4 283 | 4 352 | 4 274 | 4 301 | 4 298 | 4 408 | 4 362 | 4 227 |

| 1901  | 1906  | 1911  | 1921  | 1926  | 1931  | 1936  | 1946  | 1954  |
| ----- | ----- | ----- | ----- | ----- | ----- | ----- | ----- | ----- |
| 4 196 | 4 065 | 4 075 | 3 710 | 3 739 | 3 657 | 3 669 | 3 788 | 3 922 |

| 1962  | 1968  | 1975  | 1982  | 1990  | 1999  | 2006  | 2011  | 2016  |
| ----- | ----- | ----- | ----- | ----- | ----- | ----- | ----- | ----- |
| 4 500 | 4 805 | 6 317 | 6 773 | 6 781 | 6 928 | 6 892 | 6 832 | 6 813 |

| 2021  | 2022  | - | - | - | - | - | - | - |
| ----- | ----- | - | - | - | - | - | - | - |
| 6 671 | 6 583 | - | - | - | - | - | - | - |

| 1793  | 1800  | 1806  | 1821  | 1831  | 1836  | 1841  | 1846  | 1851  |
| ----- | ----- | ----- | ----- | ----- | ----- | ----- | ----- | ----- |
| 1 450 | 1 386 | 1 447 | 1 509 | 1 603 | 1 545 | 1 524 | 1 530 | 1 484 |

| 1856  | 1861  | 1866  | 1872  | 1876  | 1881  | 1886  | 1891  | 1896  |
| ----- | ----- | ----- | ----- | ----- | ----- | ----- | ----- | ----- |
| 1 550 | 1 570 | 1 618 | 1 522 | 1 503 | 1 567 | 1 517 | 1 514 | 1 490 |

| 1901  | 1906  | 1911  | 1921  | 1926  | 1931  | 1936  | 1946  | 1954  |
| ----- | ----- | ----- | ----- | ----- | ----- | ----- | ----- | ----- |
| 1 471 | 1 405 | 1 375 | 1 282 | 1 238 | 1 219 | 1 142 | 1 163 | 1 136 |

| 1962  | 1968  | 1972 | - | - | - | - | - | - |
| ----- | ----- | ---- | - | - | - | - | - | - |
| 1 127 | 1 131 | -    | - | - | - | - | - | - |

#### Pyramide des âges
En 2018, le taux de personnes d'un âge inférieur à 30 ans s'élève à 31,3 %, soit en dessous de la moyenne départementale (37,2 %). À l'inverse, le taux de personnes d'âge supérieur à 60 ans est de 30,7 % la même année, alors qu'il est de 25,6 % au niveau départemental.
En 2018, la commune comptait 3 305 hommes pour 3 504 femmes, soit un taux de 51,46 % de femmes, légèrement supérieur au taux départemental (51,37 %).
Les pyramides des âges de la commune et du département s'établissent comme suit.
| Hommes | Classe d’âge | Femmes |
| ------ | ------------ | ------ |
| 1,2    | 90 ou +      | 2,0    |
| 9,9    | 75-89 ans    | 14,0   |
| 16,7   | 60-74 ans    | 17,4   |
| 22,4   | 45-59 ans    | 21,1   |
| 16,7   | 30-44 ans    | 16,0   |
| 14,3   | 15-29 ans    | 13,0   |
| 18,8   | 0-14 ans     | 16,5   |

| Hommes | Classe d’âge | Femmes |
| ------ | ------------ | ------ |
| 0,9    | 90 ou +      | 2,1    |
| 7      | 75-89 ans    | 9,5    |
| 16,2   | 60-74 ans    | 16,9   |
| 19,4   | 45-59 ans    | 18,7   |
| 18,2   | 30-44 ans    | 17,5   |
| 18,8   | 15-29 ans    | 17,6   |
| 19,5   | 0-14 ans     | 17,6   |

### Vie locale
Les services publics présents sur le territoire de la commune au début des années 2010 sont une crèche et une halte-garderie, des écoles maternelle et primaire, des collèges, une bibliothèque, un centre culturel, un hôpital local, une maison de retraite, un centre de secours, une gendarmerie, un bureau de poste et une trésorerie, ainsi qu'un espace public numérique, le Cybercentre de Longué.
Longué-Jumelles est la ville la plus importante du canton. C'est un centre administratif et commercial incontournable de la région. Outre les services publics, la commune possède également plusieurs infrastructures, de nombreux commerces et un marché local.

### Enseignement
Située dans l'académie de Nantes, la commune compte cinq écoles et deux collèges : école maternelle Andrée-Boissin, école maternelle privée Notre-Dame de Thenais, école primaire Raymond-Renard, école primaire Félix-Landreau (Jumelles), école primaire privée Sacré-Cœur, collège François-Truffaut et collège privé Saint-Joseph. L'école maternelle Victor-Hugo a fermé ses portes à la rentrée 2016-2017.

### Sports et équipements sportifs
On trouve dans la commune des salles de sport, une piscine et un terrain multisports, qui permettent la pratique de plusieurs sports, comme le badminton, le basket, le cyclisme, le football, la gymnastique, le judo, le karaté, la natation, la pétanque, le tennis, le tennis de table, le volley-ball, ainsi que des sports mécanique comme la moto. Sport très répandu dans le Baugeois, on y trouve également plusieurs sociétés de boule de fort.
Équipements sportifs : salle des sports Émile-Joulain, salle Tête-Noire, petit gymnase, salle de gymnastique, salle de tennis de table, dojo, hall de tennis et piste d'athlétisme.

### Santé
Plusieurs professionnels de la santé se trouvent sur le territoire communal : médecins généralistes, chirurgiens-dentistes, kinésithérapeutes, infirmiers, pharmaciens, opticiens, laboratoire d'analyses médicales.
On y trouve également plusieurs établissements de santé : un hôpital local (170 places) et un établissement d'hébergement pour personnes âgées dépendantes (EHPAD) de 75 places.

### Écologie et recyclage
La collecte des ordures ménagères (collecte sélective) est assurée par le SMICTOM de la vallée de l'Authion. Un centre de déchets se situe dans la zone industrielle de la Métairie.

### Manifestations et festivités
Plusieurs manifestations s'y déroulent tout au long de l'année, comme la fête des lavoirs (juillet), une brocante (avril) et la foire aux champignons (octobre), etc..

## Économie

### Revenus de la population et fiscalité
En 2010, le revenu fiscal médian par ménage sur Longué-Jumelles est de 15 673 €, pour une moyenne dans le département de 17 632 €.

### Tissu économique
Au XIXe siècle on trouve à Longué des fours à chaux, une fonderie, des tuileries, du commerce de bestiaux, de chanvre, de grains, de bois, de fruits, de sangsues, etc..
Sur les 561 établissements présents sur le territoire de la commune en 2008, 30 % relèvent du secteur de l'agriculture. Deux ans plus tard, en 2010, sur les 563 établissements présents, 27 % relèvent du secteur de l'agriculture (pour une moyenne de 17 % dans le département), 6 % du secteur de l'industrie, 11 % du secteur de la construction, 46 % de celui du commerce et des services et 11 % du secteur de l'administration et de la santé.
En 2015, sur les 561 établissements présents, 18 % relèvent du secteur de l'agriculture (pour une moyenne de 11 % dans le département), 7 % du secteur de l'industrie, 10 % de celui de la construction, 53 % du secteur du commerce et des services et 12 % de celui de l'administration et de la santé.

### Agriculture
Comme dans le reste du département, l'agriculture est fortement implantée sur le territoire. On y trouve notamment des exploitations laitières, des champignonnières, des cultures céréalières et des vergers.
Liste des appellations présentes sur le territoire : IGP bœuf du Maine, IGP volailles de Loué, IGP volailles du Maine, IGP œufs de Loué, IGP cidre de Bretagne ou cidre breton, IGP Maine-et-Loire blanc, IGP Maine-et-Loire rosé, IGP Maine-et-Loire rouge.

### Entreprises et commerces
On trouve dans la commune un marché hebdomadaire (jeudi) et un grand nombre de commerces : alimentation, boucherie, boulangerie-pâtisserie, charcuterie, coiffure, presse, ainsi que plusieurs commerces de restauration et d'hébergement.
On trouve également une fabrique de fromages et de yaourts fermiers.
Une zone d'activité a été établie au nord de Longué, près de l'échangeur de l'autoroute A85 (Angers-Vierzon).

### Tourisme
L'office du tourisme est géré par la communauté de communes Loire-Longué.
On trouve dans la commune des circuits de visites ou de randonnées, comme la promenade des lavoirs.

### Activité économique de la région
Principale ville de la région, Longué-Jumelles se trouve au cœur de l'activité économique du canton, tel que constitué au XVIIIe siècle.
À fin 2010, on trouve sur le territoire cantonal 1 102 établissements, répartis pour 30 % dans le secteur de l'agriculture (pour une moyenne de 17 % dans le département), 7 % dans le secteur de l'industrie, 10 % dans le secteur de la construction, 42 % dans celui du commerce et des services et 11 % dans le secteur de l'administration et de la santé.
Seuls 7 % des établissements comptent alors plus de 10 salariés, pour 8 % sur l'ensemble du département.
En 2009, sur les 1 051 établissements présents sur ce même territoire, 32 % relèvent du secteur de l'agriculture (pour 18 % dans le département), et 41 % du secteur du commerce et des services (pour 52 % sur l'ensemble du département).

## Culture locale et patrimoine

### Monuments historiques
La commune de Longué-Jumelles comporte plusieurs inscriptions au Patrimoine, dont six monuments historiques :
- l'ancien château de la Girottière, monument historique inscrit par arrêté du 16 juin 1926 (PA00109153) ;
- le logis de Beauregard, Jumelles, logis et ferme du XVIe siècle, monument historique inscrit par arrêté du 10 février 1992 (PA00109451) ;
- le logis d'habitation de la Chesnaie-Archenon, du XVIe siècle, monument historique inscrit par arrêté du 29 juillet 1986 (PA00109154) ;
- le logis Le Grand Boust, des XVe et XVIIIe siècles, monument historique inscrit par arrêté du 21 février 1974 (PA00109155) ;
- le Manoir de la Grand'Maison, Longué, du XVIe siècle, monument historique inscrit par arrêté du 27 octobre 1971 (PA00109156) ;
- le Manoir de la Vente, des XVe siècle, XVIe et XVIIe siècles, manoir devenu ferme au XVIIIe siècle, monument historique inscrit par arrêté du 15 juin 2005 (PA49000046).

### Autres bâtiments inventoriés
- Église paroissiale Notre-Dame, dite église Notre-Dame-de-la-Légion-d'honneur, Longué, des XIIe, XIIIe, XVIe et XVIIIe siècles, chœur et absidiole sud datant du XIIe siècle, clocher datant du XIIIe siècle, collatéral nord datant du XVIe siècle et chapelle du Rosaire au nord-ouest datant du XVIIIe siècle, inventaire général du patrimoine culturel.
- Église paroissiale Saint-Pierre, Jumelles, du XIXe siècle, église datant du XIIe siècle et entièrement reconstruite en 1873, chapelle sud construite en 1757 et remaniée en 1858, inventaire général du patrimoine culturel.
- Plusieurs fermes des XVIe siècle, XVIIe siècle, XVIIIe et XIXe siècles, inventaire général du patrimoine culturel.
- Lavoir du Lathan, rue Michel-Couet à Longué, du XIXe siècle, inventaire général du patrimoine culturel.
- Léproserie de Fontevristes Sainte-Catherine, la cour des Montils, des XVe siècle, XVIIIe et XIXe siècles, inventaire général du patrimoine culturel.
- Plusieurs maisons des XVe siècle, XVIe siècle, XVIIe siècle, XVIIIe et XIXe siècles, inventaire général du patrimoine culturel, dont :
  - la maison dite la Cour Baudry des XVe et XVIIIe siècles,
  - la maison dite le Pavillon des XVIe et XIXe siècles,
  - la maison dite le Vieux Logis des XVe siècle, XVIIe et XVIIIe siècles.
- Plusieurs manoirs des Xe siècle, XVIe siècle, XVIIe siècle, XVIIIe et XIXe siècles, inventaire général du patrimoine culturel,dont :
  - le manoir de la Guiberderie des XVe et XIXe siècles,
  - le manoir de la Rigauderie des XVIIe et XIXe siècles,
  - le manoir de Lasse des XVIe siècle, XVIIIe et XIXe siècles.
- Plusieurs moulins des XVIe siècle, XVIIe et XVIIIe siècles, inventaire général du patrimoine culturel, dont le moulin la Richerie des XVIIe et XVIIIe siècles.
- Prieuré d'Augustins Saint-Pierre, du XVIIIe siècle, inventaire général du patrimoine culturel.
- Prieuré de Cisterciens Saint-Gilles, la Cirotière, des XVe siècle, XVIIe et XIXe siècles, prieuré dépendant de l'abbaye de Loroux et qui passa au XVe siècle aux mains des séculiers, inventaire général du patrimoine culturel.
- Prieuré de Grandmontains, Monnais, du XIXe siècle, prieuré fondé à la fin du XIIe siècle, inventaire général du patrimoine culturel.

### Autres lieux
- Bois et étang des Haies, de Brion.
- Forêt domaniale de Monnaie.
- Panorama des Hauts de Longué.
- Promenade des lavoirs, plusieurs lavoirs à plancher amovible à l'aide de treuils.
- Rives de l'Authion et du Lathan.

### Personnalités liées à la commune
- Pierre Bourdan (1909-1948) : speaker de l'émission Les Français parlent aux Français puis ministre de la Jeunesse, des Arts et des Lettres à la Libération. Il fut caché à Longué par la famille Bloudeau en 1944 et écoutait clandestinement Radio Londres à Jumelles, chez Marcel Derouin. Pour lui rendre hommage, une rue de Longué porte son nom[90].
- André Ludwig (1912-2024), doyen des Français résidait dans l'EHPAD de la commune[91],[92].
- Michel Sy (1930-2024) : homme politique français, ancien député possédait une résidence dans la commune[93].
- Edmond Alphandéry (1943- ) : homme politique français, Ministre de l'Économie de 1993 à 1995, maire de Longué-Jumelles de 1977 à 2008. Il fut également président du conseil général du Maine-et-Loire de 1994 à 1995, et président de la communauté de communes Loire-Longué.
- Jean-Lou Bigot (1966- ) : cavalier sportif de niveau international, né à Longué.

## Pour approfondir